# Banu Abbas
De Banu Abbas was een Arabische dynastie die heersten over het Kalifaat van de Abbasiden van 750 toen het Kalifaat van de Omajjaden ten val werden gebracht tot de Val van Bagdad in 1258. 
Het Abbasidische Kalifaat is verdeeld in drie hoofdperioden:
- het vroege Abbasidische tijdperk (750-861)
- het midden Abbasidische tijdperk (861-936)
- het latere Abbasidische tijdperk (936-1258).

Na de Val van Bagdad werd de dynastie voortgezet in Caïro onder de schaduw van het Sultanaat van de Mamlukken (1261-1517). In naam waren de Abbasiden kaliefen die als ceremoniële heersers regeerden zonder enige macht. De dynastie eindigde in 1517 toen de Turkse Ottomanen Egypte veroverden.
De Banu Abbas stammen af van Abbas ibn Abd al-Muttalib, een oom van de profeet Mohammed. Hij behoorde tot de clan van de Hasjemieten